# Wurrugu
Wurrugu je vymřelý australský domorodý jazyk. Používal se na území Severního teritoria, v oblasti poloostrova Cobourg. Jazyk používal kmen Wurangů. Jazyk vymřel, je málo zdokumentovaný, dochovalo se v podstatě jen několik seznamů slov z 19. století. Podle několika průzkumů by mohl mít jazyk wurrugu společný základ s jazykem marrgu, který vymřel na začátku 21. století. Spolu by tak tyto dva jazyky tvořily malou jazykovou rodinu marrku-wurrugských jazyků.

## Dochované slova
Dvě dochovaná slova:
- naween (otec)
- noyoke (matka)